# Luz (program telewizyjny)
Luz (Ludzie Uwaga Zaczynamy) – program publicystyczno-muzyczny dla młodzieży nadawany w TVP w latach osiemdziesiątych i dziewięćdziesiątych.
Program powstał na podstawie pomysłu Olgi Michalczuk i Anny Kotłowskiej w 1988 roku. Jego emisja miała miejsce w poniedziałkowe popołudnia w pierwszym programie Telewizji Polskiej. Prowadzącą program była Anna Pawłowska i  Anna Mentlewicz, w towarzystwie Macieja Januszko, a później  Tomasza Żądy. Od 1990 roku autorem programu została Anna Mentlewicz, która wymyśliła i wprowadziła do programu pierwsza akcję społeczną poświęconą osobom niepełnosprawnym "Wojna z trzema schodami"; akcja ta zyskała samodzielny byt antenowy za sprawą koncertów rockowych, na których specjalnymi gośćmi były osoby niepełnosprawne. Przez dwa lata TVP wydawała miesięcznik dla młodzieży LUZ, którego redaktorem naczelnym była Anna Mentlewicz. W każdym wydaniu gazety były kolumny Wojny z trzema schodami.   Emisja zastąpiona została programem MUR (Młodość Uczucia Rockendroll) w 1998 roku autorstwa Anny Mentlewicz. LUZ był programem adresowanym do licealistów i starał się podejmować wszystkie problemy, którymi żyli młodzi ludzie wkraczający w dorosłość.